# Никола Станковић (глумац)
Никола Станковић (Сурдулица, 25. децембар 1996) српски је позоришни, телевизијски глумац,  редитељ и водитељ.

## Биографија
Рођен је 25. децембара 1996. године у Сурдулици.
Основну и средњу школу завршио је у родном граду, након чега уписује Педагошки факултет у Врању, на смеру за учитеље, где успешно дипломира.
Од ране младости активно учествује у позоришном животу, најпре као члан аматерских позоришта "Барја" из Сурдулице  и "Театра '84" из Владичиног Хана. Године 2018. оснива "Либерта Театар," а потом и уметничку платформу "Либерта Артс," која обједињује позориште, филм и друге уметности. У оквиру свог рада, Станковић самостално режира све представе које изводи његово позориште.   
Дугогодишњи је омладински радник   и тренутно обавља функцију координатора Канцеларије за младе Општине Владичин Хан.  
Посвећен је побољшању услова за младе, децу и старије кроз развој омладинске политике, при чему се истиче као борац за људска и мањинска права и активни заговорник друштвеног и интеркултуралног дијалога. Био је и заменик председника Скупштине НАПОР (Национална асоцијација практичара/ки омладинског рада).
Поред институционалног ангажмана, води школу глуме и организује глумачке радионице, промовишући међугенерацијску и интеркултуралну сарадњу, као и културно повезивање. 
Такође, дуги низ година је био водитељ едукативне радио емисије „Сепаре за ентузијасте“ на Голд радију, намењене младима и подстицању њиховог образовног и личног развоја.
Од 2024. године, Станковић проширује свој уметнички израз и на филмску продукцију, снимајући краткометражне филмове и дајући тако значајан допринос културној сцени Србије.
Активно учествује у друштвеном, културном и политичком животу, посвећен раду локалне зајенице и заступању права младих.

## Филмографија
| Год.   | Назив                         | Улога          |
| ------ | ----------------------------- | -------------- |
| 2020-е |                               |                |
| 2020.  | Тате (ТВ серија)              | Момак 2        |
| 2020.  | Ургентни центар (ТВ серија)   | Парамедик      |
| 2020.  | Преживети Београд (ТВ серија) | Лукин пријатељ |
| 2020.  | Дистанца (кратки филм)        | Наратор        |
| 2021.  | Коло среће (ТВ серија)        | Службеник      |
| 2021.  | Игра судбине (ТВ серија)      | Доктор ДНК     |
| 2024.  | Обруч (кратки филм)           | Никола         |